# درام اجتماعی
درام اجتماعی (انگلیسی: Social novel) یا داستان اجتماعی و همین‌طور رمان اجتماعی یک گونه ادبی و روایت داستانی است که در آن معمولاً به مضامینی اجتماعی پرداخته می‌شود که مهمترین آنها عبارت هستند از جنسیت، نژاد، کشمکش‌ها و همین‌طور تعصبات طبقاتی که همگی اینها تاثیر مستقیمی بر روی شخصیت‌ها و شیوهٔ روایت داستان دارد.